# Quentin Durward
Pour les articles homonymes, voir Quentin Durward (homonymie).
Quentin Durward est un roman historique de l'auteur écossais Walter Scott, paru en 1823.
Ce roman est fondé sur un moment du conflit entre le roi de France Louis XI et le duc de Bourgogne Charles le Téméraire, incluant l'entrevue de Péronne, défaite de Louis XI, et la troisième guerre de Liège, conclue par la victoire de Charles sur les Liégeois en lutte contre leur prince-évêque Louis de Bourbon. 
D'une façon plus générale, le roman évoque le déclin de l'esprit chevaleresque qui imprégnait la noblesse de l'époque du système féodal et la progression de l'État centralisateur.
La scène de la mort de Louis de Bourbon dans Quentin Durward a inspiré à Delacroix son tableau L'Assassinat de l'évêque de Liège, qui historiquement, n'a eu lieu qu'en 1482. 

## Sources d'inspiration de Scott

### Commynes

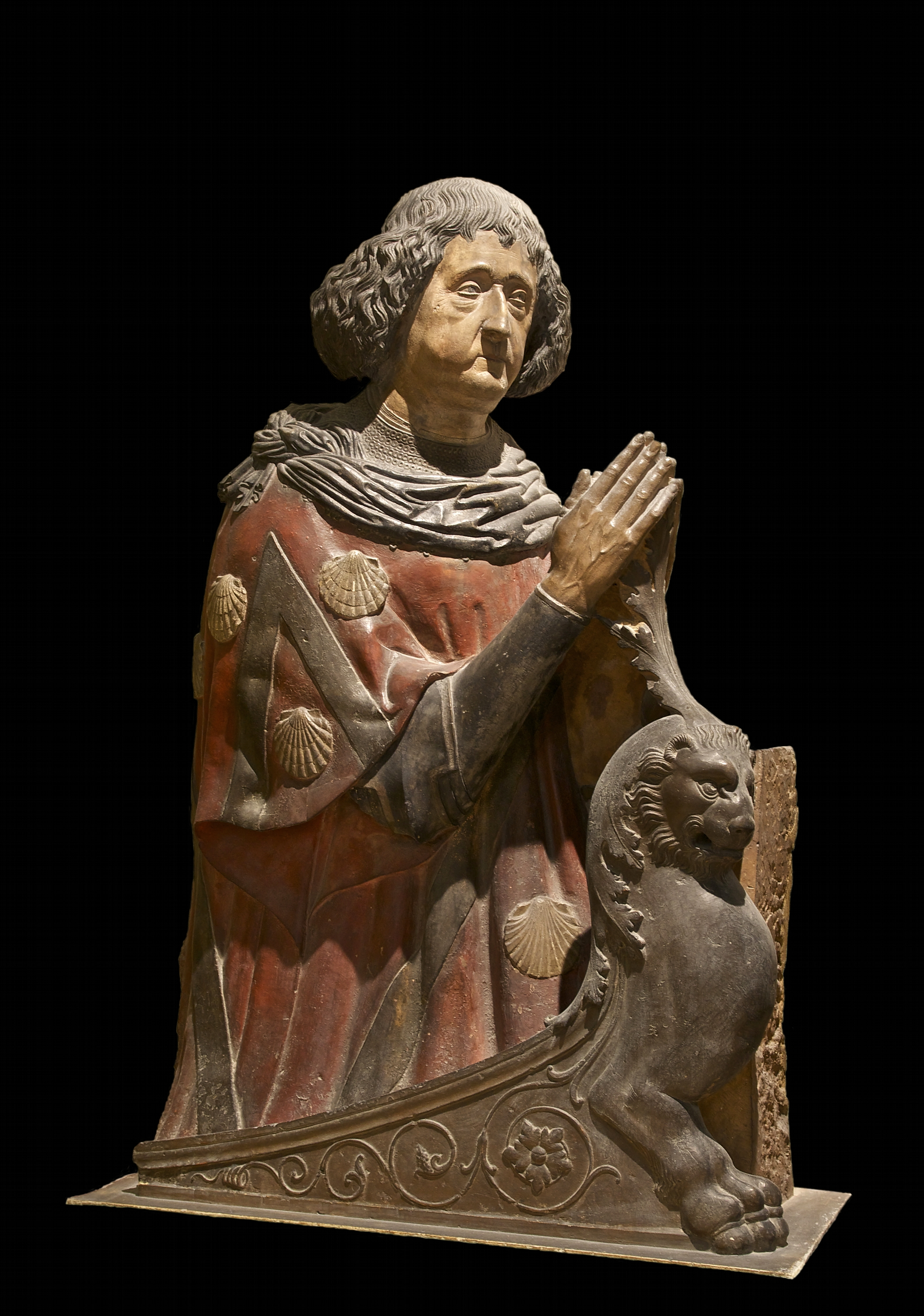
Philippe de Commynes.

L'auteur s'inspire principalement des Mémoires de Philippe de Commynes, « source historique d'une très grande valeur ». 
Commynes est pendant sept ans au service de Charles le Téméraire. On arrive à déterminer son rôle à Péronne grâce à la Chronique scandaleuse attribuée à Jean de Roye. Commynes joue « certainement un rôle de modérateur » : il permet sans doute au roi de se sortir à moindres frais de ce mauvais pas. 
Quatre ans plus tard, Commynes devient conseiller de Louis XI, qu'il suit jusqu'à la fin de son règne.

### Le journal de son ami James Skene
Scott tire profit également de la lecture du journal d'un voyage en France de James Skene. Les illustrations réalisées par Skene guident Scott dans ses descriptions très précises, par exemple celle du château de Plessis-lèz-Tours. 
Scott aurait également effectué un voyage en Touraine et se serait inspiré des ruines du château présentes sur le domaine de Paradis.

## Élaboration du roman

### Origines du projet
Scott pense qu'en France, après les bouleversements de la Révolution et de l'Empire (1789-1815), il existe un grand intérêt pour le règne de Louis XI, qui correspond à un déclin de la féodalité et à la naissance du premier État centralisé des temps modernes[pas clair]. 
Il s'agit du premier ouvrage romanesque de Scott dont l'action se déroule sur le continent. L'auteur espère ainsi dérouter ses nombreux imitateurs, qui explorent inlassablement après lui l'histoire de l'Écosse et de l'Angleterre.

### Écriture
Peveril du Pic paraît le 7 janvier 1823. 
La correspondance de Scott donne à penser qu'il commence à écrire Quentin Durward à la mi-janvier.
Il écrit très vite puisque, le 4 mars, deux des trois volumes sont déjà sous presse. 
Scott est alors très affecté par la mort de son frère Tom, qui fait de lui le seul survivant d'une fratrie de douze enfants. Son rythme d'écriture se ralentit. En avril, l'auteur décide de supprimer une partie des évocations historiques, dont la matière sera utilisée six ans plus tard dans Anne de Geierstein, qui évoque les guerres de Bourgogne (1474-1477), qui mènent à la mort de Charles le Téméraire.
Vers la fin avril, l'imprimeur Ballantyne juge la fin du roman trop abrupte. Après révision de Scott, le livre est terminé le 3 mai. Scott l'intitule Durward, c'est l'éditeur Constable qui suggère d'ajouter le prénom.

### Publication
Un ouvrage anonyme paru deux ans plus tôt, Letters to Richard Heber, esq., a démontré que l'auteur des Waverley Novels ne pouvait être que Walter Scott. En 1823, la véritable identité de « l'auteur de Waverley » est donc un secret de Polichinelle, d'autant plus que sur le continent l'ouvrage est vendu depuis longtemps sous la signature Walter Scott. Mais l'auteur persiste à croire à son incognito. Il signe toujours « l'auteur de Waverley ».
Quatre mois seulement après Peveril du Pic, le 17 mai 1823, Quentin Durward, « par l'auteur de Waverley, Peveril du Pic, etc. », paraît à Londres, chez Hurst et Robinson. Il paraît deux jours plus tard à Édimbourg chez Archibald Constable.

### Les introductions
La première édition s'ouvre sur une introduction bouffonne et verbeuse, genre qu'affectionne Scott, dans laquelle prétend avoir rencontré sur les bords de Loire un certain marquis de Haut-Lieu ayant des ancêtres écossais. C'est dans la bibliothèque de ce vieux gentilhomme qu'il aurait découvert des mémoires familiaux « composés en grande partie sur les renseignements donnés par Quentin Durward ». Ces mémoires lui ont permis d'écrire « cette histoire véritable ».
En 1831, Scott rédige une introduction plus conventionnelle pour l'édition Magnum Opus. Il raconte comment, dès le XIVe siècle, les « principes extravagants et exclusifs d'honneur et de vertu » qu'inspire l'idéal chevaleresque ont commencé à être traités ouvertement d'« absurdes », car « jetés dans un moule trop parfait pour être mis en pratique par des êtres imparfaits ». Au XVe siècle, l'ambitieux, cupide, égoïste et déloyal Louis XI ne va pas manquer de « ridiculiser » les derniers principes d'abnégation, de générosité, d'oubli de soi-même hérités de la chevalerie. Quand ces vertus subsistent dans l'un de ses adversaires, Louis sait en tirer profit dans la négociation : l'adversaire se regarde comme « engagé », tandis que Louis se considère comme « libre ». Scott n'hésite pas à comparer ce « démon froid et railleur » au Méphistophélès de Goethe, qui rabaisse tout ce dont on ne tire pas un avantage personnel.

## Contexte historique

### Esprit chevaleresque (du Téméraire) contre esprit de ruse (de Louis XI)
Comme dans ses autres romans historiques, Scott montre l'ordre ancien s'apprêtant à céder la place à l'ordre nouveau. Ici, les lois morales de la chevalerie perdent pied devant le réalisme politique. La rivalité entre le duc de Bourgogne et le roi de France, dit Isabelle Durand-Le Guern, « exprime l’opposition entre deux tendances présentes à l’époque : Charles représente un Moyen Âge féodal, fondé sur l’héroïsme et les valeurs guerrières de la chevalerie, alors que Louis XI est une figure de la modernité, soucieux qu’il est de maintenir l’unité du royaume et de faire cesser les dissidences de ses vassaux. »
Dans la réalité historique, il est certain que Louis XI n'avait rien d'un roi chevaleresque, mais il n'est pas certain que Charles le Téméraire l'ait été de façon inconditionnelle : le duc de Bourgogne voulait tout autant que Louis XI créer un État centralisé.

### Les archers de la garde écossaise
La garde écossaise a été créée par le roi Charles VI, qui règne à une époque difficile, où la noblesse française est divisée (notamment entre Armagnacs et Bourguignons à partir du début du XV. 
Chargés de la sécurité de la personne royale, les archers de la garde bénéficient de privilèges honorifiques[Quoi ?], d'une solde élevée et d'un équipage somptueux : chacun peut entretenir un écuyer, un page et un « varlet » recrutés parmi des enfants de la noblesse écossaise aspirant à devenir à leur tour archers, ainsi que deux serviteurs roturiers, aussi écossais : l'un est le « coutelier », chargé d'expédier[pas clair] les adversaires que son maître a renversés dans la mêlée.

### La famille de Croÿ
Le nom de l'héroïne, Isabelle de Croye, évoque celui de la maison de Croÿ, importante famille des Pays-Bas bourguignons. Mais il y a très peu de ressemblances entre la famille de Croÿ et celle du roman. 
Antoine Ier de Croÿ est un conseiller influent du duc Philippe le Bon, père de Charles le Téméraire, qui couvre sa famille de charges, de titres et de bienfaits. La puissance de cette famille suscite d'ailleurs la rage de Charles le Téméraire, tenu écarté du pouvoir quand il est héritier présomptif (comte de Charolais). En 1465, il obtient de son père le bannissement des Croÿ, dont plusieurs trouvent refuge à la cour de France. 
Dans Quentin Durward, le comte Reinold de Croye, père d'Isabelle, est un guerrier, un « fidèle et loyal serviteur » de Charles. Après sa mort, sa fille refuse le mari que veut lui donner Charles. Elle s'enfuit en France pour demander la protection de Louis XI.

### La principauté de Liège

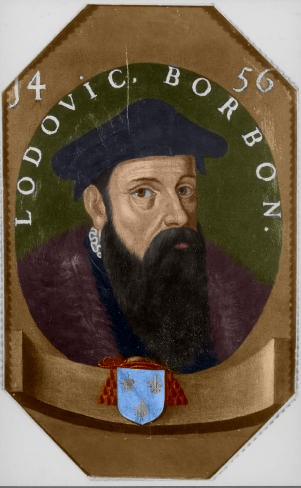
Louis de Bourbon, évêque de Liège, en 1456.

Depuis l'époque de l'évêque Hubert (706-727), les évêques de Tongres résident à Liège. Sous l'épiscopat de Richer (920-945) apparaît la première mention d'« évêque de Liège ». 
En 985, l'impératrice Théophano concède le comté de Huy à l'évêque Notger de Liège, origine de la principauté épiscopale de Liège, qui fait partie du Saint-Empire, puisque situé à l'est de l'Escaut. 
Au XIIe siècle, les habitants de Liège forment une commune, comme dans nombre de villes de France ou d'Empire. En 1111, il est fait mention d'un maire (maïeur). 
Par définition, le pouvoir de la commune se heurte au pouvoir seigneurial détenu par l'évêque, ce qui aboutit à de fréquents soulèvements : la commune ne parvient pas à éliminer le pouvoir de l'évêque sur la ville.

### Les Pays-Bas bourguignons
En 1363, le fils de Jean le Bon, Philippe le Hardi, devient duc de Bourgogne, premier représentant de la dynastie de Valois-Bourgogne. En 1384, il devient comte de Bourgogne, mais aussi comte de Flandre et comte de Rethel. Son petit-fils Philippe le Bon devient duc de Brabant, duc de Limbourg, duc de Luxembourg, comte de Hainaut, comte de Namur, comte de Hollande et comte de Zélande. 
Charles le Téméraire hérite donc d'un ensemble considérable de fiefs relevant soit du royaume de France (duché de Bourgogne, comté de Flandre,...), soit de l'Empire (comté de Bourgogne, duché de Brabant,...), répartis en deux groupes : les Pays de par-delà (fiefs de Bourgogne) et les Pays de par-deçà (fiefs des Pays-Bas, dits Pays-Bas bourguignons).
La principauté de Liège, fief d'Empire (vassal de l'empereur), n'est fait pas partie, mais elle est enclavée dans les possessions des ducs de Bourgogne, qui y exercent un pouvoir de fait, contrecarré par les rois de France qui soutiennent toutes les entreprises hostiles à la maison de Valois-Bourgogne, notamment les efforts des Liégeois pour se libérer de la tutelle de leur seigneur. 

### Le principat de Louis de Bourbon
En 1456, Louis de Bourbon, fils du duc de Bourbon Charles Ier et neveu (par sa mère de Philippe le Bon) devient prince-évêque sous la pression du duc de Bourgogne (il a 18 ans, n'est pas ordonné, même dans les ordres mineurs).
Le 17 juin 1465, un traité est conclu entre la France et les Liégeois, qui prennent le contrôle de la ville et déposent l'évêque. Mais Philippe le Bon réagit rapidement. En novembre, les Liégeois sont vaincus à Montenaken par les troupes commandées par Charles le Téméraire, encore comte de Charolais. Le pape Paul II rétablit l'autorité spirituelle de Louis de Bourbon, qui se trouve désormais sous la tutelle du duc de Bourgogne, pourvu des titres de « gardien et haut avoué héréditaire » de la principauté. 
En 1467, les milices communales liégeoises sont de nouveau battues à Brustem par Charles le Téméraire, devenu duc de Bourgogne.
En août 1468, les Liégeois de nouveau soulevés entrent dans Tongres. Le lendemain, ils capturent l'évêque.

### L'entrevue de Péronne

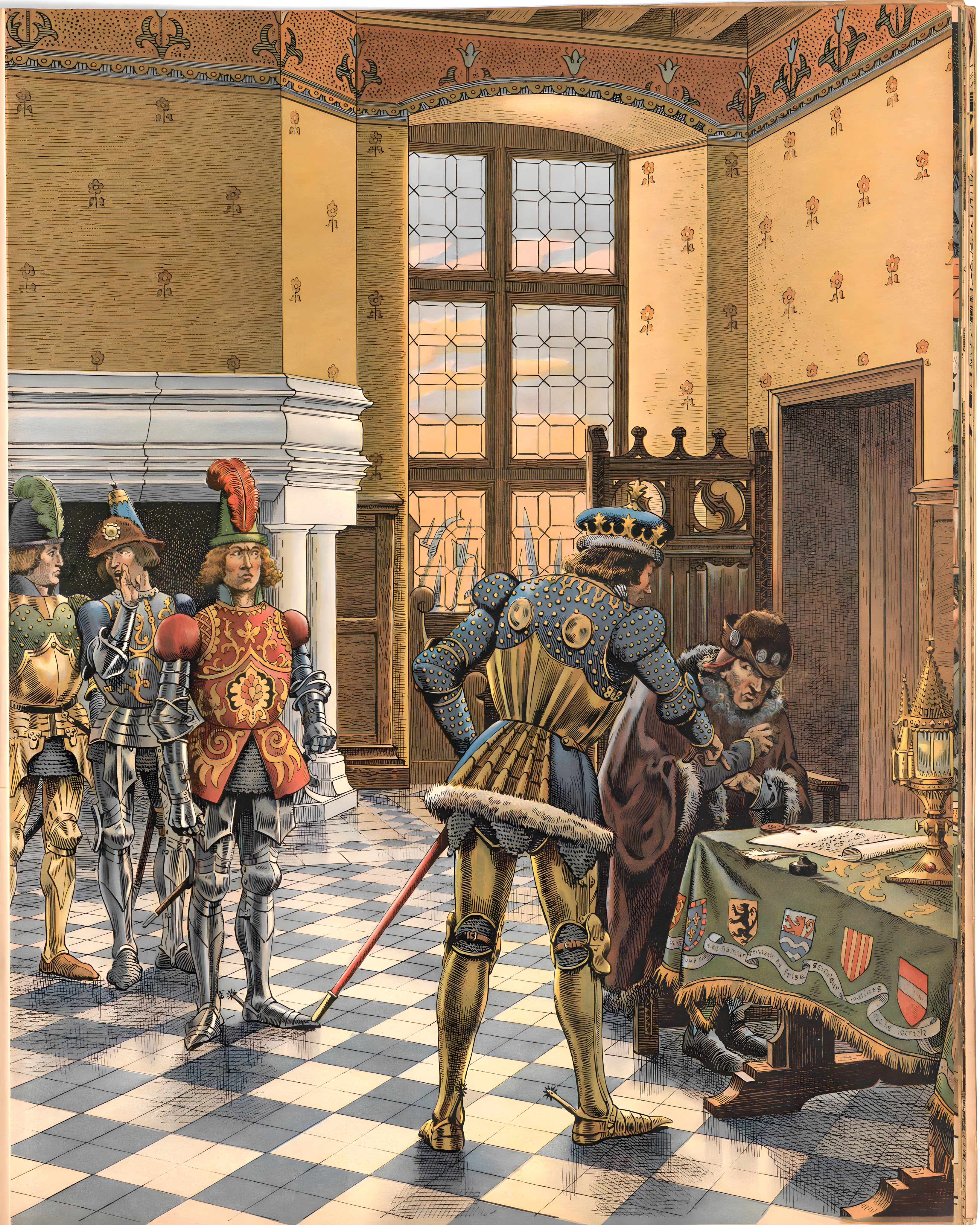
Louis XI menacé par Charles le Téméraire à Péronne. Illustration de Job dans un ouvrage pour la jeunesse, 1905.

Le 1er octobre 1467, deux ans après la fin de la ligue du Bien public, Charles le Téméraire forme une nouvelle ligue de princes contre Louis XI. Mais celui-ci, lors des états généraux de Tours (avril 1468) et par le traité d'Ancenis (10 septembre), obtient que son frère Charles et le duc de Bretagne François II rompent leur alliance avec Charles le Téméraire. 
Le roi se trouve donc en meilleure position pour affronter le duc de Bourgogne, qui vient d'épouser Marguerite d'York, sœur du roi d'Angleterre : ce rapprochement a de quoi inquiéter le roi de France. 
Louis XI lance ses troupes vers la Picardie. Charles le Téméraire rassemble des troupes à Lihons, au sud-ouest de Péronne. L'armée française est plus forte, mais Louis XI tient à privilégier la voie diplomatique. Comme les négociations traînent en longueur, le 9 octobre, il prend le risque de venir lui-même à Péronne, où Charles se trouve depuis quatre jours) avec une petite escorte.
Les pourparlers s'engagent, puis, le 11 au soir, la nouvelle de l'insurrection liégeoise parvient à Charles, ainsi que celle de la présence à Liège d'agents de Louis XI. Une rumeur indique même que l'évêque a été assassiné. 
Charles entre en fureur contre Louis XI, qu'il retient prisonnier plusieurs jours, envisageant de le tuer[pas clair]. Pour sauver sa liberté, Louis XI est contraint d'accepter un traité très défavorable, et même de participer à l'expédition punitive de Charles. Les Liégeois sont vaincus le 30 octobre. 
Louis XI quitte les lieux le 2 novembre. Le lendemain commence la destruction de la ville de  Liège, qui va durer sept semaines.

## Lieux du récit

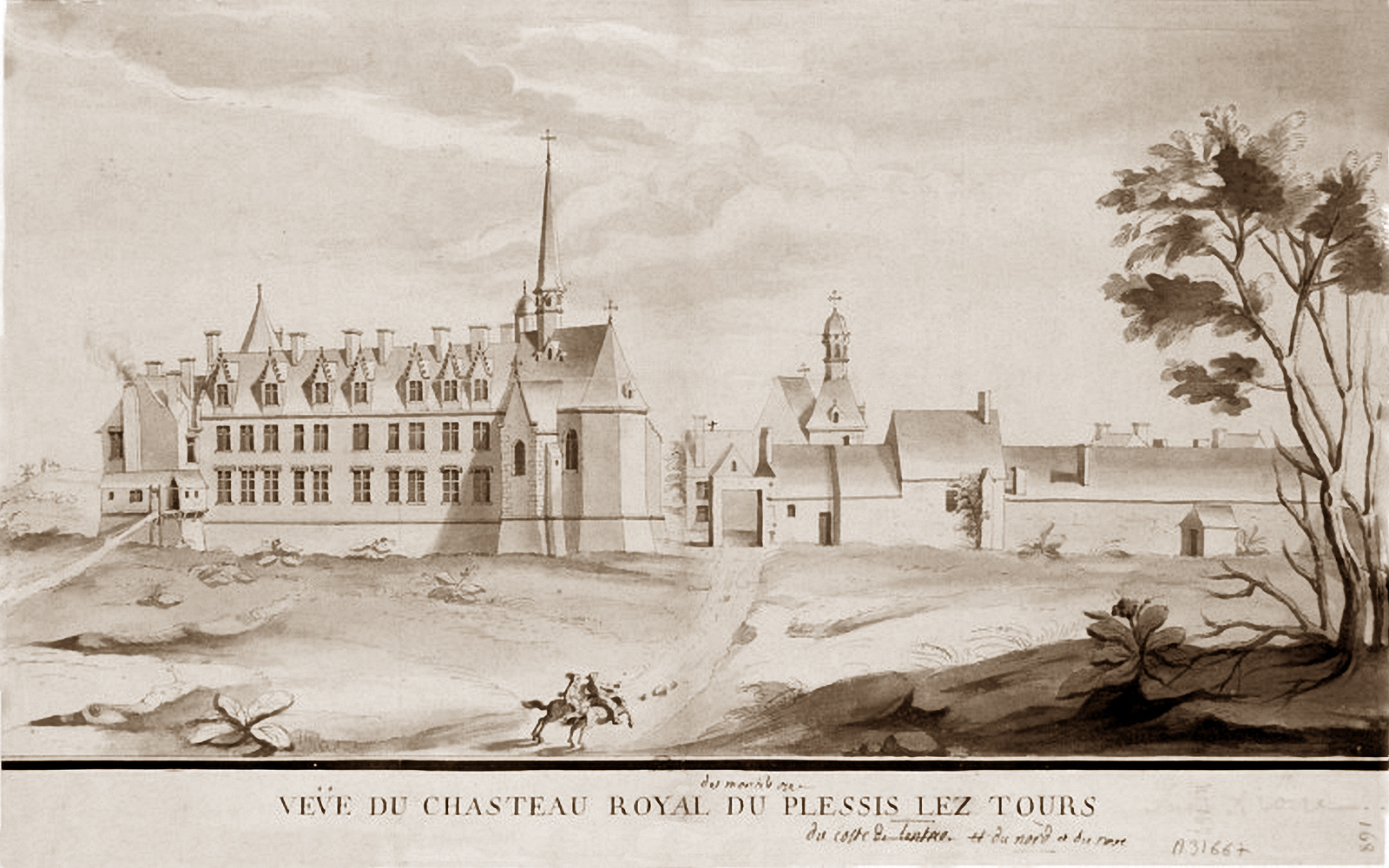
Le château de Plessis-lèz-Tours au XVIIe siècle.

### Plessis-lèz-Tours
Le récit débute près du château de Plessis-lèz-Tours, résidence favorite de Louis XI, situé dans l'actuelle commune de La Riche, dans la banlieue ouest de Tours.
Cet édifice a été presque entièrement détruit après la Révolution. Il ne reste aujourd'hui que la partie sud (restaurée aux XIXe et XXe siècles) du logis royal. 

### La résidence de l'évêque de Liège
Commynes rapporte qu'en 1468 Louis de Bourbon est capturé à Tongres, à 32 km au nord-ouest de Liège. Dans le roman, l'évêque est réfugié dans un château que Scott appelle Schonwaldt et qu'il situe à 1,6 km de Liège. 
La prise de Tongres en 1468 ne doit pas être confondue avec un événement de l'année précédente, dont Scott s'inspire également : le siège de Tchestia, l'ancien château de Huy (démoli à partir de 1717), résidence des évêques située à 40 km au sud-ouest de Liège (en 1467, Louis de Bourbon réussit à fuir). 

### Le château de Péronne et sa grosse tour

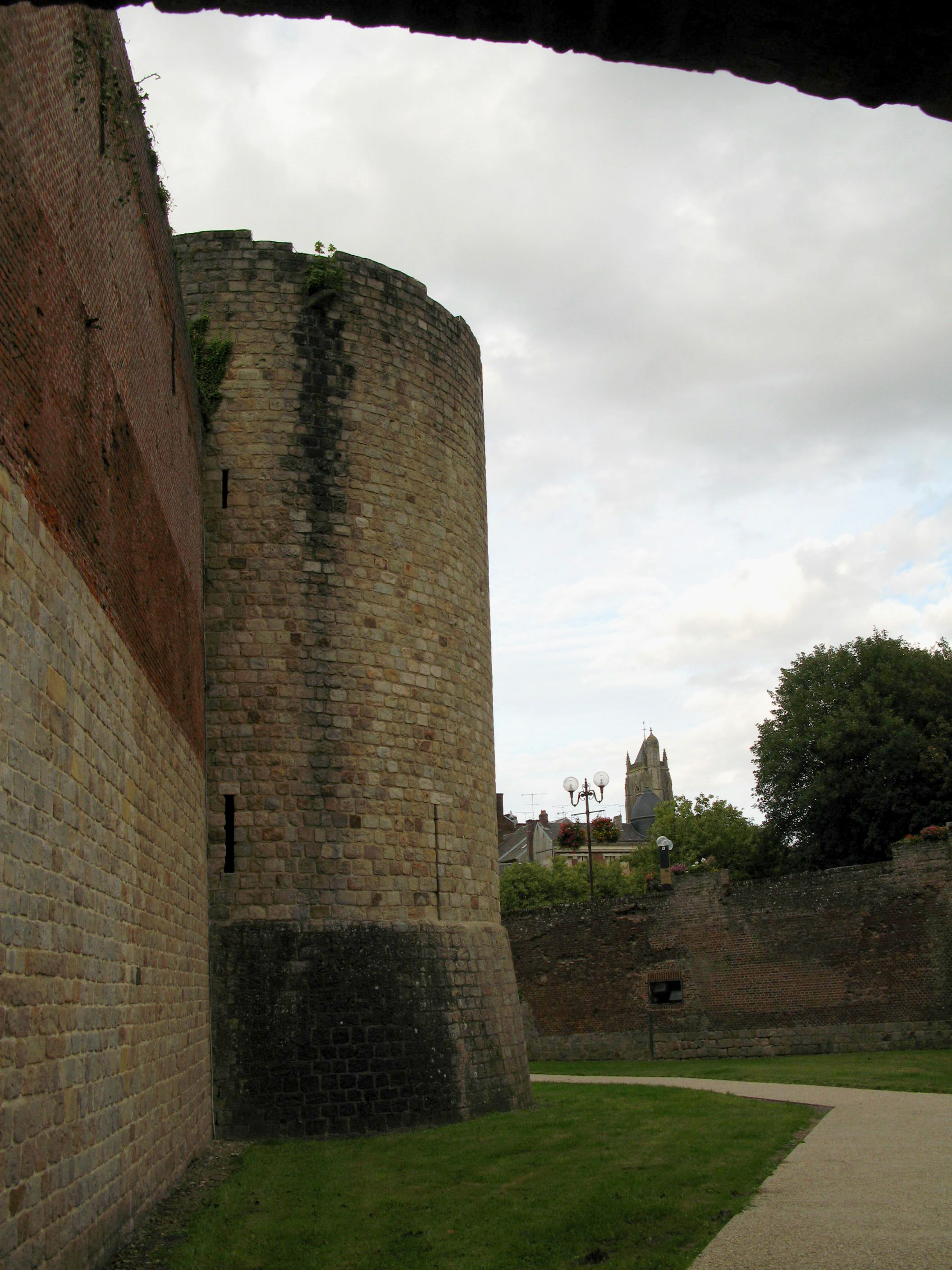
Le château de Péronne.

À la fin de l'été 1468, l'armée royale se trouve à Pont-Sainte-Maxence, dans le Valois et Louis XI à Compiègne. 
Le Téméraire rassemble ses troupes dans le Vermandois, non loin de Péronne, sur les bords de la Somme, entre Éclusier et Cappy ; puis, à partir du 22 septembre, à Lihons. À partir du 5 octobre, Charles lui-même est à Péronne.
Le premier château en pierre de Péronne est construit à la fin du IXe siècle. Charles le Simple, prisonnier d'Herbert II de Vermandois depuis 925, y est transféré en 928. Il y reste jusqu'à sa mort, en 929 (il n'est pas assassiné). Le château dans lequel séjourne Louis XI date de 1204. Selon Commynes, « le roy […] se voyait logé rasibus d'une grosse tour, où un comte de Vermandois fit mourir un sien prédécesseur roy de France. »
Louis XI est donc logé tout près d'une grosse tour, et non à l'intérieur, comme dans le roman. Mais, dit Commynes, si Charles avait trouvé auprès de lui des gens prêts à lui conseiller de faire un mauvais sort au roi, « pour le moins il l'aurait mis dans cette grosse tour ». On n'en sait pas plus concernant la tour. S'agissait-il d'un vestige du IXe siècle ? Ou bien la tradition locale voyait-elle dans une tour du XIIIe siècle la geôle de Charles le Simple ? La tour dont parle Commynes est détruite lors du siège de 1536. Sur son emplacement, on construit un donjon quadrangulaire, toujours visible.
Dans le roman, Charles le Simple a bel et bien été détenu et assassiné dans la « tour du comte Herbert » ; on sait par quel escalier dérobé les meurtriers sont venus ; on voit toujours le sang sur le parquet ; et c'est dans cette même tour qu'est enfermé un Louis XI semblant promis au même sort. 

## Dates du récit
Les nombreux anachronismes de Quentin Durward sont pour la plupart volontaires : il s'agit, pour des raisons d'intérêt narratif, de concentrer l'action sur une courte période (un peu plus d'un mois) ou de faire intervenir certains personnages historiques.
L'action est décalée d'un mois :
- Le roman débute deux jours avant la Saint-Martin[48], soit le 9 novembre. C'est une erreur, puisque les événements historiques relatés par la suite ont lieu en octobre (Scott n'en précise pas les dates).
- Historiquement, Louis XI arrive à Péronne le 9 octobre. L'insurrection liégeoise se déclenche le soir même. Le 10, les Liégeois capturent l'évêque de Liège[32]. Le 11 au soir, Charles apprend la nouvelle de l'insurrection[32]. Il retient Louis XI prisonnier. Le 14, a lieu une entrevue extrêmement tendue entre les deux hommes. Ils jurent un traité de paix. Le 15, ils quittent ensemble Péronne.

Scott vieillit les deux filles de Louis XI, Anne de France et Jeanne de France, ainsi que Louis d'Orléans (cousin de Louis XI et futur Louis XII). Il en fait des adultes, alors qu'en 1468, Anne n'a que sept ans, Jeanne quatre et son fiancé Louis six. Scott donne 50 ans à Charlotte de Savoie, qui n'en a que 26.
Le jeune frère de Louis XI, Charles, né en 1446, meurt en 1472. Dans le roman, il est déjà mort. 
Par ailleurs, il y a un dauphin dans le roman, alors que le fils de Louis XI est né en 1470.
En 1468, l'évêque Louis de Bourbon est fait prisonnier. L'annonce de son assassinat, qui parvient à Charles le Téméraire, n'est qu'une rumeur. Scott transforme la rumeur en réalité de 1468. Historiquement, Louis de Bourbon est tué par Guillaume de La Marck et ses hommes quatorze ans plus tard. Scott dit avoir antidaté cet événement « pour des raisons que le lecteur devinera facilement ».
Historiquement, La Marck appuie les Liégeois dans l'assaut d'un château de leur évêque, mais il s'agit du Tchestia, à Huy, en 1467. La Marck n'est pas mêlé, comme dans le roman, à l'insurrection de 1468 et il ne meurt pas cette année-là : il sera exécuté à Maastricht en 1485.

## Résumé

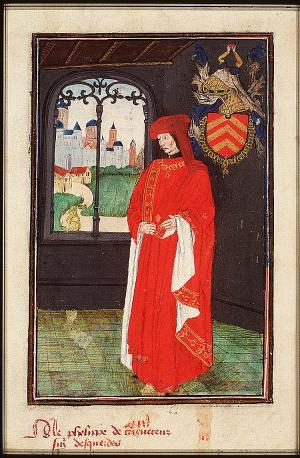
Philippe de Crèvecœur.

### Prologue
Quentin Durward, noble écossais d'une vingtaine d'années, vient chercher fortune en France. Tout près du château de Plessis-lèz-Tours, il s'éprend d'une servante d'auberge. 
Admis comme écuyer dans la garde écossaise de Louis XI, il découvre que la jeune fille est la riche comtesse Isabelle de Croye, vassale et pupille de Charles le Téméraire. Elle a fui Dijon, car Charles veut la marier à son favori le comte de Campobasso. Elle demande la protection de Louis XI.

### Ambassade du comte de Crèvecoeur à Plessis-lèz-Tours
Philippe de Crèvecœur d'Esquerdes, envoyé du duc de Bourgogne, arrive au château. Entre autres griefs de Charles, il exprime le mécontentement de celui-ci de savoir Isabelle sous la protection du roi. Louis refuse réparation des griefs formulés. Crèvecœur jette son gant : par sa bouche, le duc renonce à sa foi et à son hommage vassalique envers le roi, qu'il défie formellement.
Au cours d'une partie de chasse, Louis se trouve en danger face à un sanglier. L'intervention de Quentin lui sauve la vie.
Le roi ne souhaite pas prendre ostensiblement Isabelle de Croye sous sa protection. Ce serait la guerre entre la France et la Bourgogne. Par ailleurs, Louis d'Orléans, à qui l'idée d'épouser la princesse Jeanne n'inspire qu'horreur, ne cache pas son intérêt pour Isabelle. Cette contrariété fournit à Louis XI une raison de plus d'éloigner la jeune fille.

### La fourberie de Louis XI envers Quentin Durward
Olivier Le Daim conseille au roi de la marier à un homme sûr, car la jeune fille hérite d'un château qui constitue, entre Bourgogne et Flandre[pas clair], une place imprenable. Retranché dans cette place, le mari choisi, allié fidèle, incitera les bourgeois de Gand et de Liège à se révolter contre Charles le Téméraire. Ces révoltes occuperont Charles pendant plus d'un an, l'affaiblissant vis-à-vis de la France. Comme mari d'Isabelle, Louis XI choisit Guillaume de La Marck, dit « le Sanglier des Ardennes », brigand laid, grossier, « le plus féroce assassin qui soit dans toute la Flandre ».
Louis XI convainc Isabelle d'aller se placer sous la protection de son parent, l'évêque de Liège. Quentin Durward est chargé de conduire l'escorte. Mais il est prévu que les hommes de La Marck attaqueront l'escorte pour prendre possession d'Isabelle, ce dont seul le guide, le Bohémien Hayraddin, est informé.
À l'approche de Namur, Quentin découvre le projet d'embuscade. Gagnant Liège par un autre chemin, il s'estime délié de ses engagements envers un roi qui l'a envoyé délibérément à la mort. Les jeunes gens sont accueillis par l'évêque dans son château de Schonwaldt, non loin de Liège.

### L'attaque du château de l'évêque par les Liégeois
Quatre nuits plus tard, le château est attaqué. Les Liégeois viennent de se soulever. Guillaume de La Marck est à leur tête, avec ses hommes, qui sont bientôt maîtres des lieux. 
Durant le banquet des vainqueurs, La Marck fait assassiner l'évêque. Quentin et Isabelle réussissent à s'enfuir en compagnie des bourgeois de Liège. Mais la comtesse Hameline, tante d'Isabelle, est tombée dans les mains de La Marck. 
Ayant quitté Liège, Quentin et Isabelle sont pris en chasse par les cavaliers de La Marck. Ils sont sauvés par l'intervention du comte de Crèvecœur. Celui-ci fait aussitôt route sur Péronne, pour informer Charles le Téméraire de l'insurrection.

### Louis XI prisonnier et jugé à Péronne

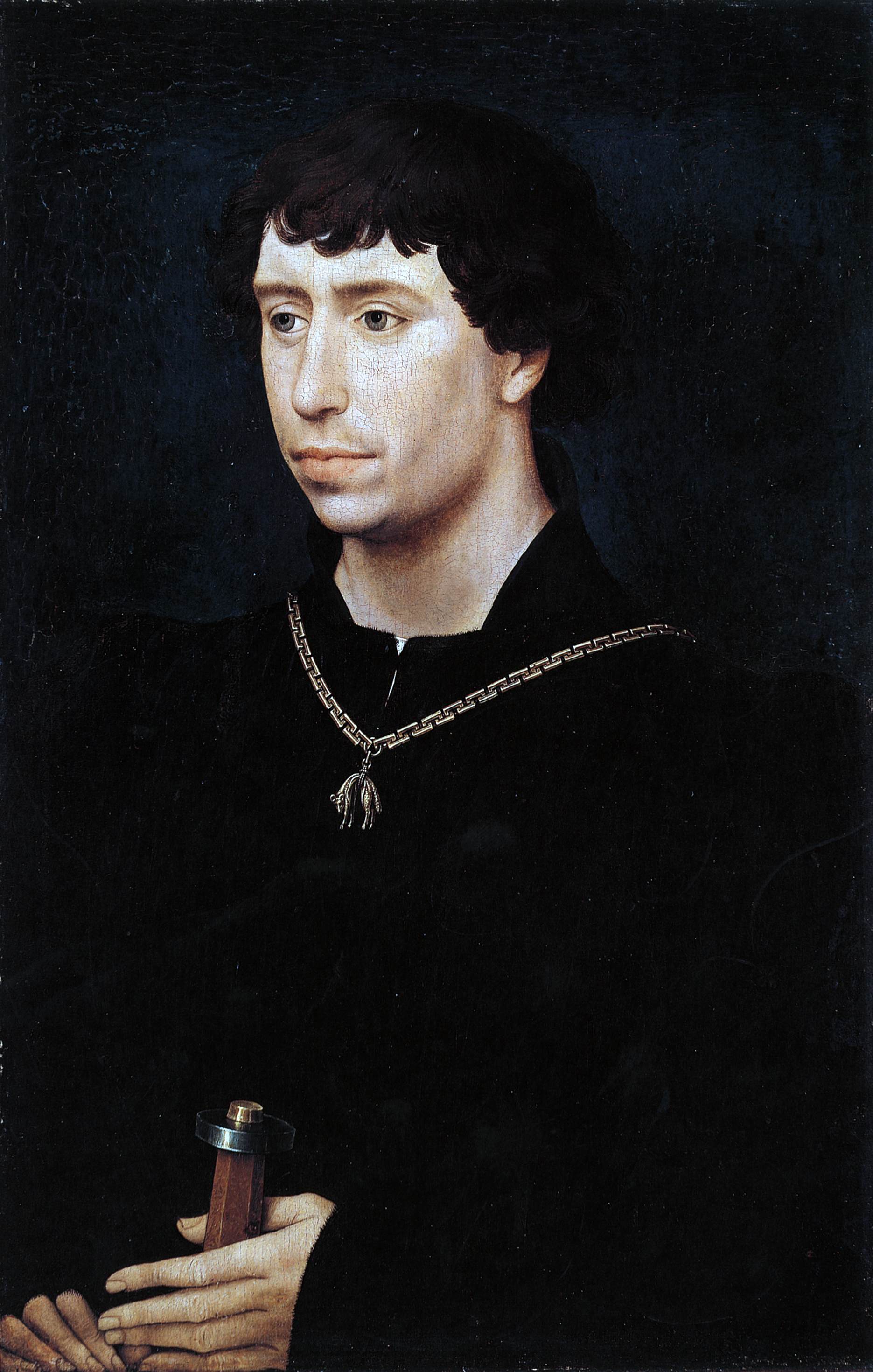
Charles le Téméraire.

Les troupes bourguignonnes et françaises se font face, entre Somme et Oise. Mais un événement stupéfiant vient de se produire. Louis XI se trouve à Péronne, tentant de sauver la paix. Il est venu avec une suite peu nombreuse et avec quatre mules chargées d'or et d'argent, à toutes fins utiles.
Crèvecœur entre dans Péronne. Il apprend à tous la révolte des Liégeois et l'assassinat de l'évêque. Charles le Téméraire entre dans une terrible fureur. Il fait enfermer Louis dans la grande tour, celle où le comte Herbert avait emprisonné et fait assassiner Charles le Simple.
Campobasso conseille au duc d'éliminer Louis XI. D'Hymbercourt, Commynes et Crèvecœur tentent au contraire de calmer Charles. Commynes lui recommande de tirer profit de la situation non par une vengeance simpliste, mais en obtenant des avantages durables par un traité.
Commynes va préparer Louis à toutes les exigences de Charles. Pendant ce temps, Olivier Le Daim s'emploie à influencer les courtisans pour qu'ils soient disposés à calmer la fureur de Charles plutôt qu'à l'exciter.
Malgré sa rancune, Quentin Durward est déterminé à rester loyal à son engagement[pas clair]. Il taira les soupçons qu'il nourrit à l'égard du roi et recommande à Isabelle d'agir de même : elle ne doit pas mentionner ce qu'on a pu lui raconter sur le rôle de Louis XI, elle ne doit rien dire qu'elle n'ait observé par elle-même.
Louis, transféré dans la salle du conseil, est assis sur un trône plus élevé que celui de Charles : l'assemblée « semblait présidée par l'individu même qu'elle était en quelque sorte convoquée pour juger ». Lors de son audition, Isabelle précise qu'elle ignore si c'est Louis XI qui lui a proposé de venir se réfugier à sa cour, ou si ce ne serait pas une invention des Bohémiens qui se prétendaient missionnés par lui. Elle fait observer qu'elle a reçu, à Plessis-lèz-Tours, un très mauvais accueil de la part du roi. Quentin paraît à son tour et raconte le projet d'embuscade. Bien que persuadé que l'ordre venait de Louis XI, il ne dit rien à ce sujet.

### Une chasse à courre particulière
Un héraut de La Marck se présente alors. Il annonce que son maître s'est attribué le titre de prince-évêque de Liège et, par suite de son mariage avec Hameline, celui de comte de Croye. 
Ayant appris par Commynes que Charles veut lui imposer de faire partie de l'expédition contre Liège, Louis XI prend les devants : il annonce au prétendu héraut qu'il va partir sans tarder à Liège pour venger l'évêque et faire pendre La Marck. Il organise une chasse à courre, dont le gibier n'est autre que l'envoyé de La Marck. Lorsque les chiens s'apprêtent à étouffer[pas clair] le malheureux, Charles lui fait grâce. 
Mais il apparait que ce héraut n'est autre qu'Hayraddin, un des Bohémiens agents de Louis XI. Pour éviter qu'il ne parle des ordres qu'il a reçus, Louis ordonne qu'il soit pendu. L'euphorie de la chasse à courre a décrispé Charles. Il rivalise avec Louis avec de noires plaisanteries sur le condamné et de grands éclats de rire. La joie et la cordialité s'installent à nouveau entre les deux hommes, réconciliés.
Le roi est contraint d'accepter le mariage de Louis d'Orléans et d'Isabelle de Croye. Mais cette dernière refuse, préférant se retirer dans un monastère. Charles ordonne qu'elle soit enfermée au Zucht-haus, maison de pénitence pour les prostituées. Crévecœur réussit à lui faire entendre combien la décision est contraire aux lois de la chevalerie. Charles décide alors que la main d'Isabelle sera accordée à celui qui lui rapportera la tête du Sanglier des Ardennes.

### L'expédition punitive contre les Liégeois
Quelques jours plus tard, Charles quitte Péronne, accompagné de Louis XI. Leurs troupes s'établissent sous les murs de Liège. 
La Marck fait une sortie dans la nuit. Quentin le reconnaît parmi ses hommes. Il engage avec lui un terrible combat. À ce moment, menacée par un soldat, une jeune Liégeoise connue de Quentin l'appelle à son secours. Quentin cède alors la place dans la lutte à son oncle, le Balafré. Celui-ci réussit à tuer La Marck. Il lui tranche la tête, mais renonce à la main d'Isabelle au profit de son neveu, qui a pris une large part dans la victoire sur La Marck.

## Personnages

### Quentin Durward

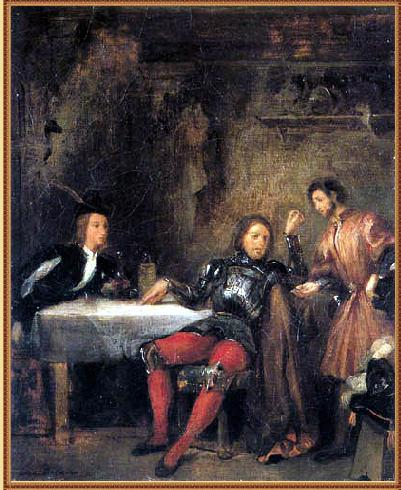
Quentin et son oncle le Balafré. À droite, Andrew, le « coutelier » de ce dernier. Esquisse d'Eugène Delacroix, musée des Beaux-Arts de Caen, vers 1828-1829.

Quentin Durward est un orphelin écossais de 19 ou 20 ans venu chercher fortune en France. Il sait lire, écrire et compter. Il est prudent, fin et adroit. Épris de l'idéal chevaleresque, il veut d'abord se mettre au service de Charles le Téméraire. C'est par la force des circonstances, pour échapper au gibet, qu'il se retrouve au service de Louis XI. Il s'engage dans la garde écossaise comme écuyer de son oncle, le Balafré.
Il reçoit une nouvelle leçon de réalisme quand il apprend que le roi (à qui il a sauvé la vie) le manipule et l'envoie délibérément à la mort. Il s'estime alors délié de tout serment de fidélité envers lui. Pourtant, alors qu'il détient à Péronne le pouvoir de se venger de Louis XI en disant tout ce qu'il soupçonne, il choisit de se taire : il établit une distinction entre son devoir, qui lui interdit d'évoquer ce qu'il a cru comprendre durant son service, et sa rancune qui lui impose de quitter bientôt ce même service. Il obtient le silence d'Isabelle de Croye en agitant la perspective de la mort de Louis XI et d'une terrible guerre entre la France et la Bourgogne. Pour Isabelle Durand-Le Guern, Quentin symbolise, par son évolution, « la victoire inéluctable des valeurs représentées par le roi contre des idéaux archaïques. »

### Le roi Louis XI
« Le Louis XI de Scott n'est probablement pas très véridique, dit Henri Suhamy, et celui que l'historien américain Paul Murray Kendall a reconstitué a sans doute plus d'authenticité, mais c'est dans Quentin Durward que de nombreuses générations ont fait la connaissance de cette illustre figure. »

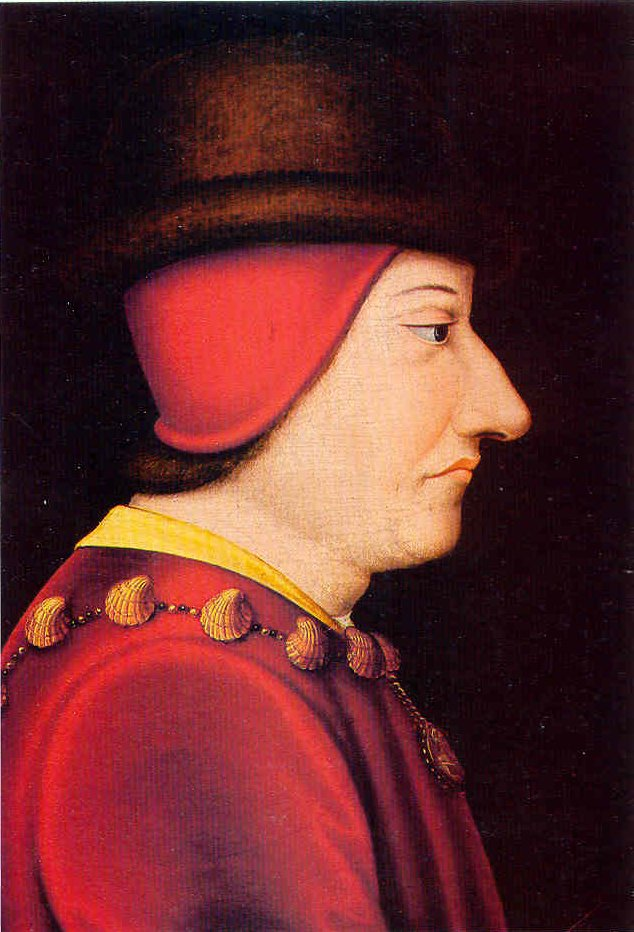
Louis XI.

Louis XI apparaît au début du livre sous le nom de maître Pierre, riche marchand de soie, revêche, morose, sarcastique. Ce « vieillard » de 45 ans est roi de France depuis sept ans. Une humeur sombre, mais des éclairs de gaieté cruelle. Sardonique. Une causticité de ton et de manières. Vindicatif. Égoïste. « Un profond dédain pour l'intelligence et les qualités du beau sexe. » Avare. « Un habit montrant la corde. »
Cauteleux, profondément hypocrite. La dissimulation est en lui une seconde nature. Même ses proches ne peuvent démêler s'il joue ou s'il est naturel. Une connaissance intime « de tous les ressorts qui peuvent influer sur les actions des hommes ». Fourbe, une adresse sans égale. Maîtrise mieux que quiconque les intrigues de la politique. Corrompt les nobles ennemis en leur accordant des égards, en leur distribuant adroites flatteries et cadeaux. De son propre aveu, sa dignité ne le gêne guère quand il doit penser « à de plus grands intérêts ».
Subtil, plein de pénétration. « Un des monarques les plus remplis de sagacité qui aient jamais régné ». Une imperturbable présence d'esprit, une prompte décision. Il ne prétend pas avoir de grandes connaissances militaires, mais son intelligence supérieure y supplée.
De l'aisance, du sang-froid. Adroit, précis, ferme et plein de prudence dans la réflexion. Il sait maîtriser ses passions. Il sait garder un ton calme et doux dans les circonstances les plus difficiles. Indifférent au danger : il ne le cherche ni ne le fuit. 
« Des accès de piété superstitieuse ». Il est disposé à se laisser berner par les devins et astrologues. Il s'imagine avoir lui-même des dispositions pour l'astrologie, qu'il a étudiée.

### Charles le Téméraire
Charles le Téméraire est duc de Bourgogne depuis un an. 
Hautain, des traits durs et sévères, une physionomie farouche. Quand il tente de sourire, il ne produit qu'une grimace diabolique.  
Franc et grossier. Brusque, fier. Entreprenant, arrogant, querelleur, dogmatique, poussant les choses à l'extrême quand il sent l'occasion favorable. Ses passions exercent sur son esprit « un empire absolu ». Emporté. Fougueux. Terrible. Impétueux, impatient, imprudent. « D'un caractère bouillant et violent plutôt que méchant. » Brute aveugle, opiniâtre, indomptable, un fou vindicatif, selon Louis XI, pour qui ce « taureau sauvage » n'est pas en état de comprendre le « plus simple argument ». 
Quand il ne se laisse pas emporter par la violence de ses passions, il n'est pourtant pas dépourvu de bonne foi ni de générosité. Il a le sens de l'honneur. Il agit toujours en pleine lumière : sa noblesse de caractère lui interdit toute dissimulation. Scott va le mettre à nouveau en scène dans Anne de Geierstein, parfois intitulé Charles le Téméraire.

### Autres personnages

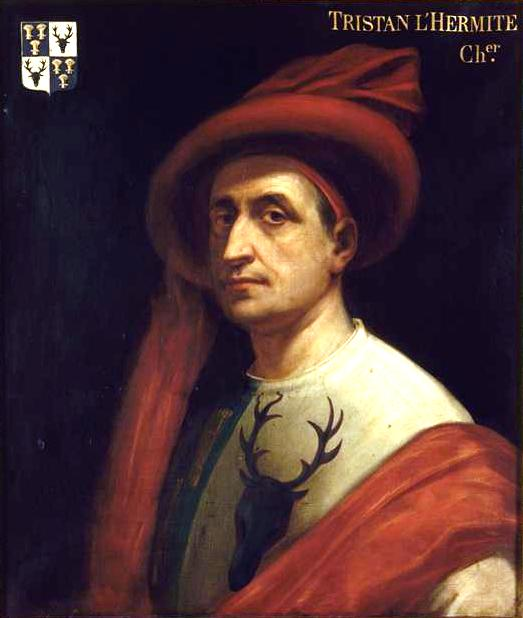
Vue d'artiste de Tristan L'Hermite, musée de l'Armée, XIXe siècle.

- Tristan L'Hermite, 35 ans environ, grand prévôt de la maison du roi. Personnage historique. Homme méchant. Un aspect bourru, mécontent, sauvage. Son regard sombre exprime une malveillance à faire frémir. « L'air en dessous », un sourire sinistre si d'aventure il sourit. Parle peu. A de grosses difficultés de compréhension : il lui arrive, parce qu'il a mal interprété les consignes du roi, d'envoyer au gibet une autre personne que celle désignée ; il doit alors procéder à une deuxième exécution[64].
- Zamet Maugrabin, Bohémien, agent de Louis XI. Avec son frère Hayraddin, il tourne la tête de la crédule Hameline par des prédictions astrologiques. Il l'incite à fuir la cour de Bourgogne en compagnie d'Isabelle. Puis il trahit le roi : il informe le duc de Bourgogne de la présence d'Isabelle à l'Auberge des Fleurs de lis. C'est ce qui lui vaut d'être pendu.
- Ludovic Lesley, dit « le Balafré », archer écossais de la garde du roi, oncle maternel de Quentin. Une barbe large comme une pelle de boulanger. N'est plus « dans la première fleur de sa jeunesse[65] ». A fini par acquérir beaucoup d'indifférence pour la vie et les souffrances d'autrui. Si insensible qu'il peut apprendre la mort de sa sœur et de toute la famille de celle-ci sans manifester la moindre émotion. Si égoïste qu'il est incapable de tenir une conversation sans en ramener le sujet à lui-même. Ignorant, avide de butin, peu scrupuleux sur les moyens de se le procurer. Un âne et une brute, selon son capitaine. Mais il aide une joyeuse commère du Plessis à dépenser les ducats dont l'astrologue Galeotti la couvre — sans que les astres en informent ce dernier.
- Petite-Mesure, maître de l'Auberge des Fleurs de lis, dite l'auberge du bosquet de mûriers.
- Guillaume de La Marck, dit Guillaume à la longue barbe, dit « le Sanglier des Ardennes », seigneur de Lumain et de Schleiden[66], un des plus puissants seigneurs de la principauté de Liège. Personnage historique, vis-à-vis duquel Commynes se montre moins dur que ne le fait le romancier Scott[67]. Élevé dans la maison de l'évêque de Liège, La Marck en a été chassé pour avoir assassiné un des domestiques. Il est devenu l'ennemi farouche du prélat. Allié de Louis XI. « Les manières, le visage, les airs et le cœur d'un boucher flamand[68]. » Un caractère turbulent. Brave, mais sanguinaire. Cruel, insolent, débauché, ivrogne, libertin. Mis au ban de l'Empire par la Diète. Il a une bande de plus d'un millier d'hommes méprisant tout autant que lui l'autorité civile ou religieuse. Cette petite armée lui permet de rester indépendant vis-à-vis de Charles le Téméraire et d'exercer rapines et violences aussi bien sur les laïcs que sur les gens d'Église. Il affiche ses relations avec les chefs des mécontents de Liège.
- Louis de Luxembourg, comte de Saint-Pol, connu sous le nom de connétable de Saint-Pol. Personnage historique. Louis XI estime que sa tête, la meilleure de France, manque à l'entrevue de Péronne ; qu'elle serait très utile pour rétablir l'harmonie ; mais en laissant le corps à Saint-Quentin, « pour plus de commodité[69] ».
- Jacqueline, servante de l'Auberge des Fleurs de lis, une quinzaine d'années. Il s'agit en réalité de la comtesse Isabelle de Croye, orpheline du violent et sanguinaire comte Reinold. Vassale et pupille de Charles le Téméraire. Aime Quentin, dont elle est aimée.
- Dame Perrette, aubergiste. En réalité, la « vieille » comtesse douairière[67] Hameline de Croye, au moins 35 ans, sœur du comte Reinold. De « petites difficultés » subsistent entre elle et sa nièce « relativement à leurs droits mutuels de succession au comté de Croye[70] ». Aime les fêtes pour y briller, et les courtisans pour être admirée. Se plaît à raconter par le menu la joute d'Haflinghem, dont elle fut l'enjeu dans sa jeunesse, et qui coûta deux vies, une colonne vertébrale, une épaule, trois jambes, deux bras cassés, ainsi qu'un grand nombre de blessures et de contusions. Elle regrette l'esprit de chevalerie, et l'époque révolue où dix hommes pouvaient se faire tuer dans un même tournoi « pour acquérir de l'honneur, ou pour secourir la beauté[71] ». Très sotte, selon Hayraddin. Idiote, selon Crèvecœur. Un caractère vain et faible. Des passions violentes. Elle s'imagine que c'est d'elle que le jeune Quentin est épris. Elle veut l'épouser. Elle finit par épouser La Marck. « Cette vieille folle, dit Louis XI, avait une telle envie de se marier qu'elle aurait accepté la main de Satan[72]. » Hameline est un personnage fictif. La véritable épouse de La Marck est Jeanne d'Aerschel de Schoonhoven.

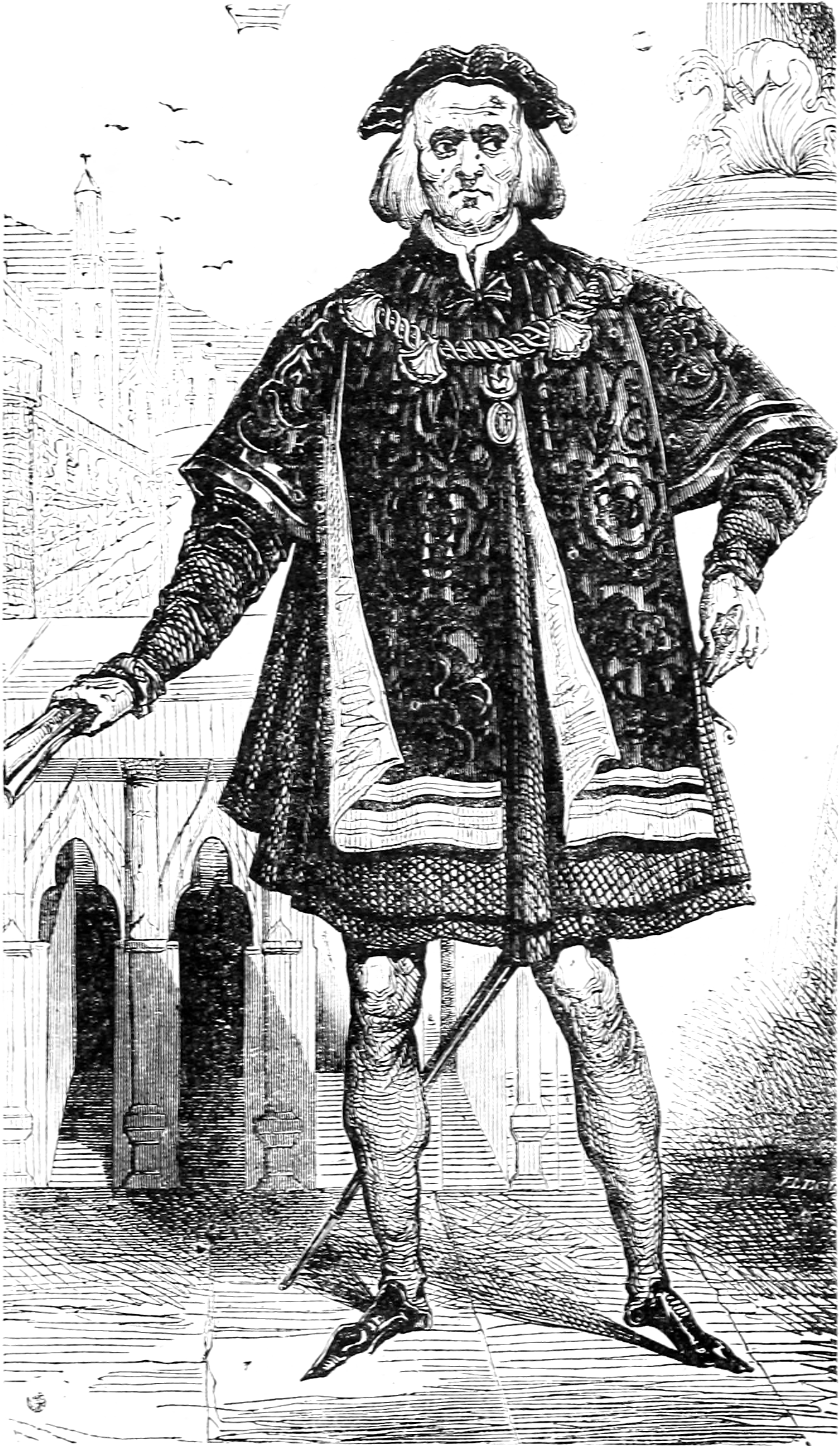
Olivier Le Dain.

- Père Boniface, moine de Saint-Martin[73]. Compagnon de boisson et confesseur du Balafré.
- Olivier Le Dain ou Le Daim, dit « le Mauvais » ou « le Diable », barbier et premier valet de chambre de Louis XI, et l'un de ses principaux conseillers. Personnage historique. Petit homme pâle et maigre. Sans naissance, sans éducation. Mielleux, un sourire insinuant. Modeste, tranquille, humble et furtif. Dans ses relations avec le roi, il se dépouille de cette affectation d'humilité, sachant bien que l'hypocrite Louis XI lit à travers l'hypocrisie des autres. Peu de religion. Un courage « plus que douteux[74] ». Sa prudence lui tient lieu d'intelligence. Habile, mais dénué de principes. Le cœur « aussi dur qu'une meule de moulin[59] », selon Louis XI.
- Trois-Échelles, exécuteur des hautes œuvres du grand prévôt. Surnommé Démocrite par Louis XI et Jean-qui-pleure par Tristan L'Hermite. Grand, sec, maigre, laid. L'air lugubre, il met un rosaire à la disposition des condamnés, et il les gratifie de considérations en latin sur le néant et la vanité de la vie humaine. Porte en permanence, où qu'il aille, une corde à nœud coulant autour du corps.
- Petit-André, exécuteur des hautes œuvres du grand prévot. Surnommé Héraclite par Louis XI et Jean-qui-rit par Tristan L'Hermite. Petit homme tout rond, « gaillard des plus joyeux », sarcastique, facétieux, prenant manifestement grand plaisir à son métier. Parle avec beaucoup d'affection aux condamnés, et les régale d'une ou deux plaisanteries dans la montée de l'échelle. Il a même craint plusieurs fois les faire mourir de rire avant qu'ils n'arrivent en haut. Il n'éprouve aucune rancune envers ses victimes. A toujours en poche une poulie pour ne pas être pris au dépourvu s'il n'y a pas d'arbre à proximité.
- John Crawford, 75 ans, capitaine écossais de la garde du roi. Un caractère franc et loyal. Un grand ascendant sur le roi. Prêche la tempérance à ses hommes, mais ne dédaigne pas de se joindre à eux pour festoyer. Jadis, il aurait pu défier le plus hardi buveur de Bourgogne. À présent, deux malheureux litres de vin le mettent « hors de combat[75] ».
- Philippe Crèvecœur des Cordes. Grand maréchal de la maison du duc de Bourgogne. Cousin d'Isabelle de Croye. Guerrier intrépide. Fier, martial. Un air sévère, mais franc. N'a que mépris pour les sentiments amoureux. Personnage historique.
- Campobasso, favori de Charles le Téméraire, qui lui destine Isabelle de Croye. La jeune fille s'en fait une image « hideuse » et « dégoûtante[76] » : un air hypocrite, un esprit bas et perfide, un cou de travers et des yeux louches. Personnage historique. On le retrouve dans Anne de Geierstein.
- Jeanne, fille de Louis XI. Pâle, maigre, contrefaite. Timide, mélancolique, résignée. De la douceur, du chagrin, de la patience. Fiancée dès son plus jeune âge à Louis d'Orléans, à qui elle n'inspire que répulsion. Son père ne l'aime pas.
- Comte de Dunois, fils de Jean, le compagnon de Jeanne d'Arc. Le meilleur chevalier de France. Un caractère ouvert et intrépide. Si franc et si loyal qu'il réussit à échapper aux soupçons de Louis XI, qui aime à le voir près de lui. Remplit les fonctions de grand veneur, probablement sans en avoir le titre[77]. Personnage historique.

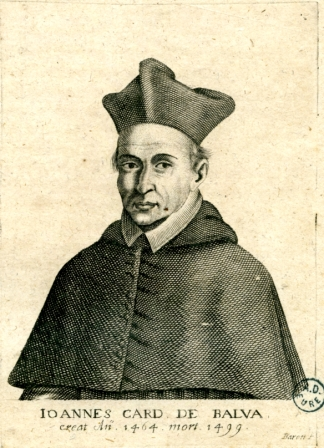
Le cardinal de La Balue.

- Louis (le futur Louis XII), duc d'Orléans, premier prince du sang, héritier présomptif de la couronne. Doux, paisible, bienveillant. Se méfiant de lui, Louis XI le maintient à la cour sans lui offrir aucun crédit ni aucun emploi. Cet état « de dégradation et presque de captivité[77] » imprime sur le visage du jeune homme un air d'abattement. Sa mélancolie se trouve renforcée par la détermination de Louis XI à lui faire épouser la princesse Jeanne.
- Cardinal Jean de La Balue, ministre favori de Louis XI. Personnage historique. De naissance obscure (son père est tailleur), d'une éducation limitée : Louis XI l'a tiré du plus bas rang. Sans doute ébloui par son ascension fulgurante, il se croit capable de traiter toutes choses sortant de sa sphère de compétence. Beaucoup d'influence sur le roi. « Tout bouffi de sa dignité[78] », grand, mais d'une tournure gauche. Des prétentions sur le beau sexe. Aime à faire admirer ses grosses jambes charnues en maintenant relevée d'un côté sa robe de cardinal. Dans le récit, Scott reprend la tradition répandue par « quelques écrivains[79] », qui voient en La Balue le concepteur des cages de fer de Louis XI, un concepteur qui aurait été amené à tester lui-même, près de douze années durant, les propriétés de son invention[80]. Selon une note du livre, « l'honneur » de l'idée de ces cages reviendrait en réalité à Guillaume de Haraucourt, évêque de Verdun[81], mis en prison en 1469. Il y reste quinze ans.
- Louis de Bourbon, évêque de Liège, prince du Saint-Empire romain. Fils d'Agnès de Bourgogne, l'évêque est donc le cousin germain de Charles. De plus, celui-ci avait épousé en deuxièmes noces Isabelle, sœur de l'évêque. Louis est le protégé de la maison de Bourgogne. Il est si étroitement lié à elle que Charles considère le prélat comme son « frère », et le pays de Liège comme lui appartenant. Selon une note d'éditeur, le romancier Scott décrit avec un peu trop d'indulgence ce personnage historique[67] : il en fait un « bon », pour contraster avec le « méchant » La Marck, dont il noircit le portrait. L'évêque du roman a un excellent cœur. Il est doux, franc, honnête. Cependant il mène une vie dissolue. Riche et mondain. Généreux, magnifique, mais d'un caractère manquant de fermeté. Un gouvernement indolent, insouciant, qui ne fait qu'encourager les projets séditieux de ses riches et turbulents sujets.
- Galeotti Martivalle, célèbre astrologue, poète et philosophe. Colosse italien qui s'est illustré jadis dans la lutte et à la guerre. Historiquement, il n'a jamais été à la cour de Louis XI[82]. Des talents, du savoir, de l'éloquence. Dépensier, magnificent. Un goût élégant. Un « bel extérieur[58] » : belle taille, figure régulière, traits imposants, belle barbe. Un air de dignité empruntée. Il regrette beaucoup d'avoir quitté la cour du magnifique Mathias Corvin pour venir se mettre au service d'un aussi méprisable avare que le roi de France. Selon le Balafré, un certain Saunders Souplesaw, un savetier de Glen-Houlakin doué de double vue, prédit deux fois mieux l'avenir que Galeotti.
- Hayraddin Maugrabin, Bohémien. Frère de Zamet et, comme lui, agent de Louis XI. Guide de Quentin. Il lui est reconnaissant d'avoir tenté de sauver son frère. Se présente à Péronne comme Sanglier-Rouge, héraut de La Marck.
- Marton, fidèle femme de chambre des deux comtesses. En réalité, Rizpah, une Bohémienne, agent de Louis XI. C'est elle qui introduit les deux frères Maugrabin auprès d'Hameline.
- Rouslaer, un des bourgmestres de la ville de Liège (il y a deux bourgmestres[83]), chef des mécontents. Fonctionnaire bien nourri. Son gros ventre lui fraie un chemin dans la foule, « comme un bélier fait une brèche aux murailles d'une ville[84] ».
- Hermann Pavillon, riche tanneur, l'autre bourgmestre de la ville de Liège, et autre chef des mécontents. Figure respectable, habit de velours, chaîne d'or. A combattu à Saint-Trond l'année précédente. En politique, il est brouillon, écervelé. Dans le privé, il est doux et humain — un peu vaniteux, mais plein de bienveillance.
- Nikkel Blok, chef de la corporation des bouchers de Liège. Puise dans le brandevin le courage et la grâce nécessaire à l'immolation de ses victimes. Les bouchers nourrissent une vieille jalousie contre les bourgeois formant les corps de métier, qui bénéficient de privilèges.
- Trudchen (Gertrude), fille de Pavillon. Jolie, généreuse.
- Peterkin Geislaer, lieutenant de Pavillon, son fidèle conseiller, son homme de confiance en toute circonstance. Vigoureux, une figure large, de gros sourcils noirs. Toujours grommelant. Suffisant, mais bon et honnête.
- Carl Eberson[85], fils naturel de La Marck. Hameline le verrait bien épouser Isabelle.
- Mabel, épouse de Pavillon, petite femme ronde. Un nez rouge et pointu, une voix aigre. Tient son mari d'une poigne de fer à la maison, en considération de l'autorité qu'il exerce au dehors.
- Hans Glover, amoureux de Trudchen. Une figure honnête et paisible. Guère intelligent, mais du cœur et de l'enjouement. Du bon sens et de la discrétion.
- Baron d'Hymbercourt, maréchal de camp bourguignon, grand, fier, une « vraie figure de baron féodal ». Teint brun, air sombre.
- Philippe de Comines, ou Commynes, que Scott appelle le plus souvent d'Argenton (Commynes n'achètera cette seigneurie que dix ans plus tard[86]). Personnage historique. Scott le décrit de petite taille ; un coup d'œil pénétrant, mais un mouvement de la lèvre supérieure annonçant de la réflexion et de la gravité ; peu fait pour l'action, lent à prendre son parti, prudent à l'exécuter. Scott reconnaît qu'il a tracé ce portrait « au hasard ». Il a découvert par la suite que Commynes était grand, de noble prestance, et qu'il figurait dans les jeux de chevalerie[87]. Des talents politiques. Ne se laisse pas corrompre. Louis XI lui reconnaît (devant lui) « des vues profondes en affaires d'État », ainsi qu'une conscience le mettant à même de « discerner le bien et le mal[59] ». En aparté, le roi est plus sévère : « Il se croit vertueux parce qu'il a refusé mon argent ! mais il n'a pas fermé l'oreille à mes flatteries et à mes promesses ; il n'est pas insensible au plaisir de venger un affront fait à sa vanité. Il a refusé mon argent ! il en est plus pauvre, mais il n'en est pas plus honnête. Il faut pourtant qu'il soit à moi, car c'est la meilleure tête de toute la Bourgogne[88]. »
- Toison-d'Or, vieux chef des hérauts de Charles le Téméraire.
- Tiel Wetzweiler, dit « le Glorieux », fou de Charles le Téméraire.
- Comtesse de Crévecœur, épouse de Philippe. Toujours remarquablement belle dans son âge mûr. Femme d'un haut courage.

## Accueil
En Écosse et en Angleterre, les ventes de Quentin Durward ont bien du mal à démarrer. La bouderie des lecteurs provient peut-être d'un certain scepticisme de leur part : ils ont peine à croire que l'auteur de Peveril du Pic ait pu écrire un nouveau livre en quatre mois. 
Le roman est encensé par l'Edinburgh Magazine et le British Magazine, mais des critiques négatives se font aussi entendre : le livre n'aurait pas cette touche de génie que l'on trouve dans les plus modestes de ses prédécesseurs ; personnages et situations ne feraient que reprendre ceux des livres précédents ; on serait en présence du pire livre de son auteur…
En France, le roman a un effet retentissant, comparable à celui qu'avait produit Waverley en Écosse neuf ans plus tôt. Le triomphe est immédiat, du fait que le récit se déroule en terre connue, grâce au portrait de Louis XI donné par l'auteur et à un article élogieux de Victor Hugo, paru en juillet 1823 dans La Muse française,. 
Le succès du roman gagne l'Italie et d'autres pays d'Europe, et, par ricochet, la Grande-Bretagne. Dans sa préface de 1831, Scott rappelle que Quentin Durward a non seulement rencontré un beau succès sur le continent, mais qu'il s'est aussi mieux vendu en Écosse que quelques-uns de ses livres précédents.

## Influence de Walter Scott en France
Dans les années 1820, aucun nom français n'est en France « plus connu et glorieux » que le nom de Walter Scott — dans le peuple comme dans l’élite intellectuelle et artistique. Jamais un étranger n’a suscité un tel engouement. 
L’imitation de Scott touche dans un premier temps le roman historique. Cent cinquante romans historiques paraissent d'avril à août 1822. « On n’écrit plus maintenant que des romans historiques », affirme Le Globe le 23 juillet 1825. 
Vigny, Mérimée, Balzac s'y essaient. Quentin Durward inspire à Victor Hugo Notre-Dame de Paris, publié en 1831. 
Mais, comme le montre Louis Maigron dans Le Roman historique à l'époque romantique, l’influence de Scott en France est loin de se limiter au roman historique. C’est tout l’art du roman, jusque-là restreint à l'analyse amoureuse et à l'individu, qui est redevable à Scott de quantité de nouveautés : ravages exercés par d'autres passions que l'amour (ambition, vanité, égoïsme, orgueil), intérêt porté à la société, aux passions sociales, composition dramatique, descriptions pittoresques, dialogues naturels et vivants.

## Traductions en français

### Éditions initiales
- En 1823, année même de la parution de l'édition originale, une traduction en langue française paraît chez le libraire Charles Gosselin, à Paris, en quatre volumes in-12 : Quentin Durward, ou l'Écossais à la cour de Louis XI. Elle est due au « traducteur des romans historiques de sir Walter Scott (M. A.-J.-B. Defauconpret) »[99].
- Une « traduction nouvelle », sous le titre Quentin Durward, est proposée en 1825 chez Pierre Chaillot jeune, à Avignon.
- En 1830, sous le titre Quentin Durward, paraît la traduction d'Albert de Montémont, chez Armand-Aubrée, à Paris[100].

### Éditions récentes
- Quentin Durward, Paris, Alteredit, 2007, 605 p.[101].
- Quentin Durward in Ivanhoé et autres romans, coll. « Bibliothèque de la Pléiade », Paris, Gallimard, 2007[102].

## Une source d'inspiration

### Peinture

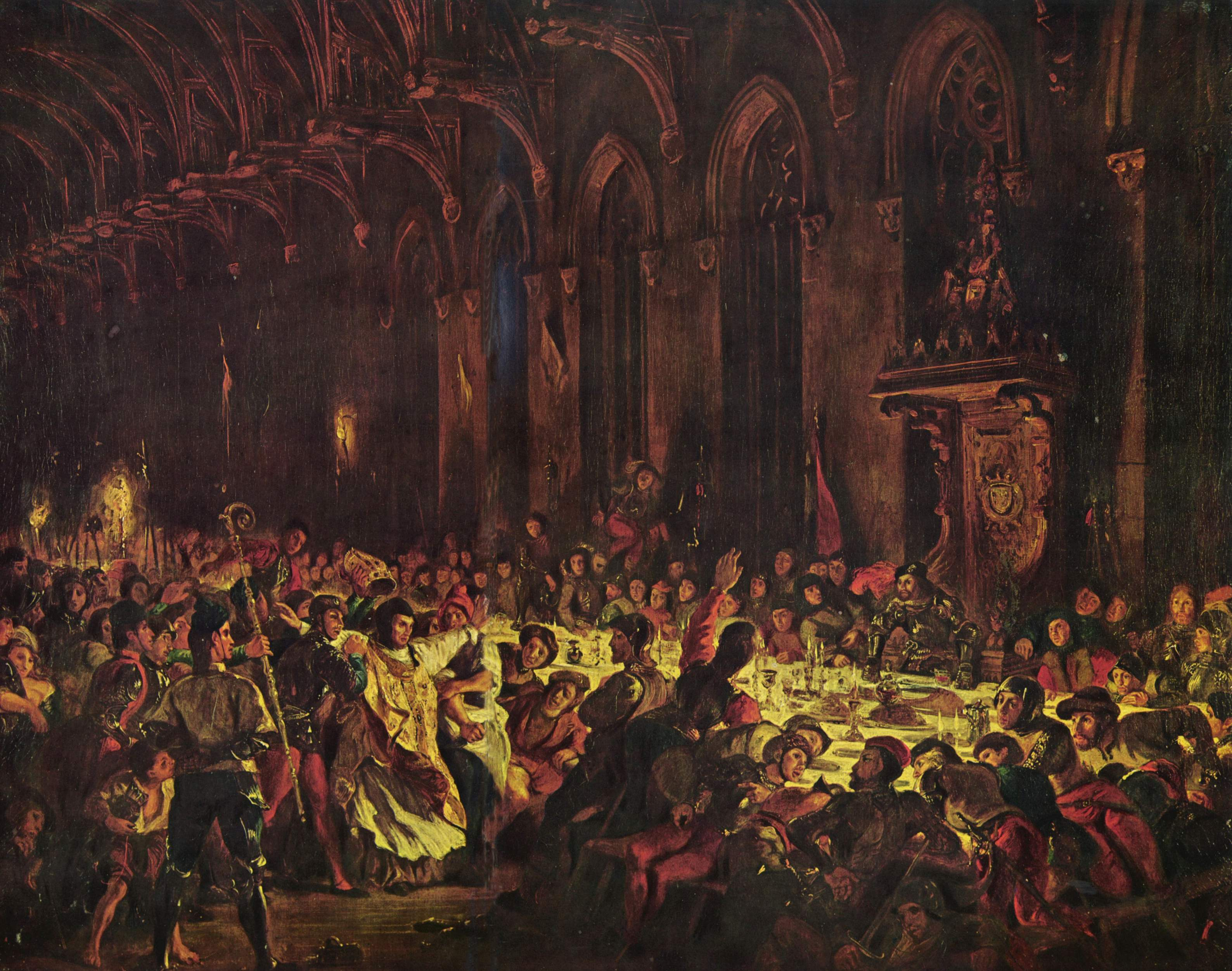
L'Assassinat de l'évêque de Liège par Delacroix, d'après le roman.

- Eugène Delacroix voyage en Angleterre de mai à août 1825, deux ans après la parution de Quentin Durward. Il se passionne alors pour la littérature britannique, en particulier pour Shakespeare et Walter Scott. Quentin Durward lui inspire plusieurs œuvres[103].
  - Le Sanglier des Ardennes, encre sur papier, 15 × 10,5 cm (vers 1827-1829), Paris, coll. particulière[103].
  - Quentin Durward et le Balafré, esquisse (vers 1828-1829), musée des beaux-arts de Caen.
  - L'Assassinat de l'évêque de Liège, huile sur toile[104], 91 × 116 cm (1829), Paris, musée du Louvre[105]. Exposé au Salon de 1831[106]. « Par son sujet comme son exécution fiévreuse, l’un des manifestes romantiques de Delacroix[104]. » Pour Étienne-Jean Delécluze, « cette petite toile hurle, vocifère, blasphème… on entend les chansons obscènes de cette soldatesque avinée. Quelles figures de brigands !… Quelle bestialité joviale et sanguinaire ! Comme cela fourmille et glapit, comme cela flamboie et pue[107] ! » Théophile Gautier s'enthousiasme : ce tableau, « pour le mouvement et la fureur de la composition, est un chef-d’œuvre inimitable, c’est un tourbillon peint, tout remue et tout se démène frénétiquement dans ce petit cadre, d’où il semble entendre sortir des mugissements et des tonnerres ; jamais on n’a jeté sur une toile une foule plus drue, plus fourmillante, plus hurlante et plus enragée […] Cette peinture est réellement tumultueuse et sonore ; on l’entend aussi bien qu’on la voit[108]. »
- Gillot Saint-Evre, Louis XI et Isabelle de Croye, scène de Quentin Durward, lithographie, 42 × 39 cm (1828), Paris, galerie Terrades[109].
- Louis Ricquier, Quentin Durward et Louis XI, Huile sur toile, entre 1823 et 1837[110]

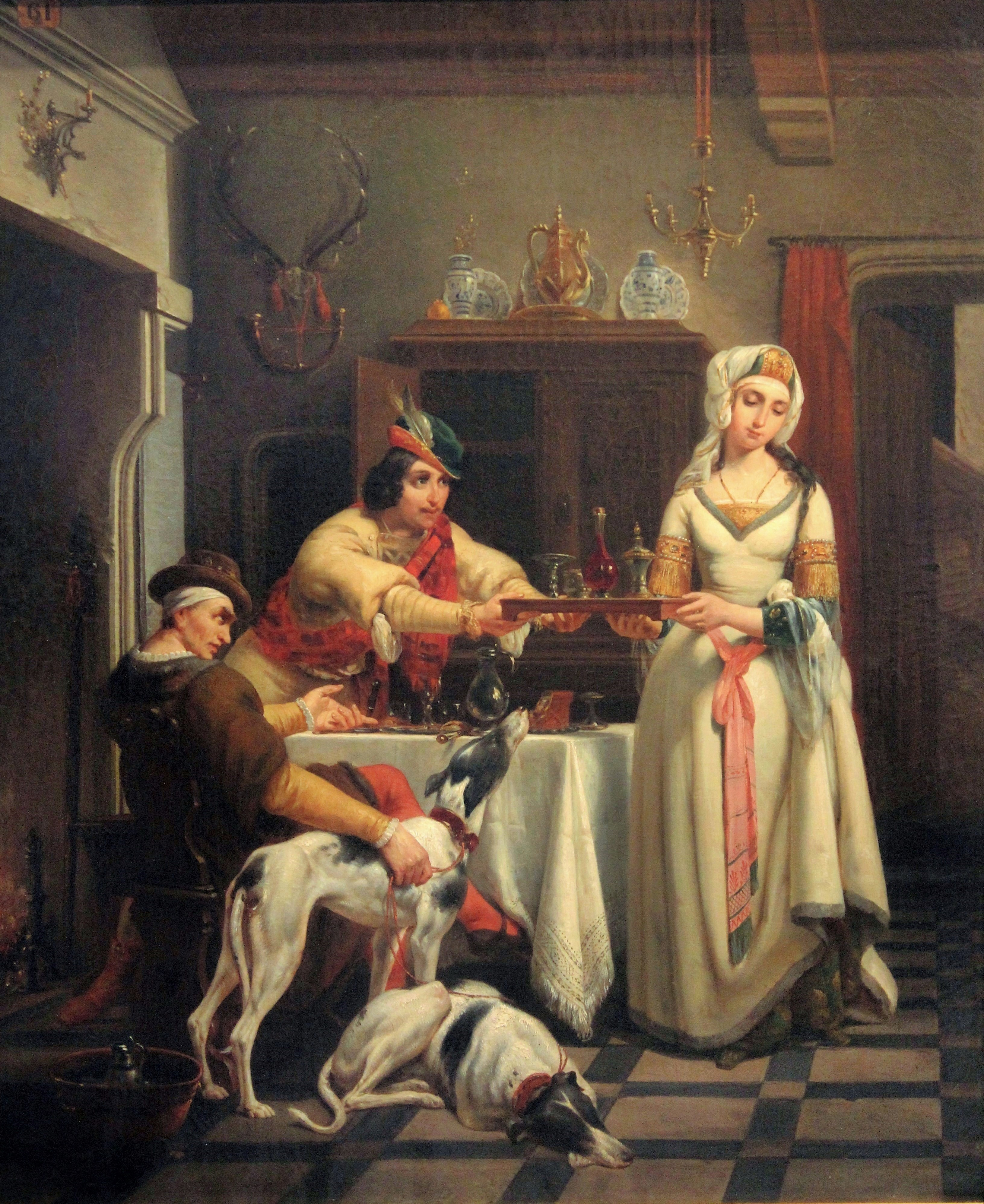
Louis Ricquier, Quentin Durward et Louis XI, entre 1823 et 1837.

### Théâtre
Mély-Janin fait représenter au Théâtre-Français, à Paris, le 15 février 1827, Louis XI à Péronne, comédie historique en cinq actes et en prose inspirée de Quentin Durward.

### Opéra
Quentin Durward : opéra comique en trois actes de François-Auguste Gevaert, sur un livret d'Eugène Cormon et de Michel Carré, est donné le 25 mars 1858 à l'Opéra-Comique, à Paris.

### Cinéma
- Quentin Durward (1910), court métrage muet français d'Albert Capellani[114].
- Quentin Durward (1912), court métrage muet français d'Adrien Caillard[115].
- Les Aventures de Quentin Durward (1955), film américain de Richard Thorpe[116].
- «Приключения Квентина Дорварда, стрелка королевской гвардии» (Les Aventures de Quentin Durward, l'archer de la garde royale (en)), film soviétique (1988) de Sergueï Tarassov[117].

### Télévision
Quentin Durward (1971), série télévisée franco-allemande en sept épisodes, réalisée par Gilles Grangier mettant en scène Amadeus August dans le rôle principal.

### Bande dessinée
Quentin Durward, bande dessinée prépubliée dans les années 1950 dans le journal pour enfants Cavaleiro Andante (pt), par le Portugais Fernando Bento (pt).